# 55-й Венецианский кинофестиваль
55-й Венецианский международный кинофестиваль проходил в Венеции, Италия с 3 по 13 сентября, 1998 года.
Фильмом открытия был Спасти рядового Райана, режиссёра Стивена Спилберга.

## Жюри
Главное жюри:
- Этторе Скола (президент, Италия),
- Эктор Бабенко (Аргентина),
- Шарунас Бартас (Литва),
- Кэтрин Бигелоу (США),
- Райнхард Хауфф (Германия),
- Даниель Эман (Франция),
- Исмаил Мерчант (Индия),
- Луис Сепулведа (Чили),
- Тильда Суинтон (Великобритания).

Жюри «Короткометражных фильмов»:

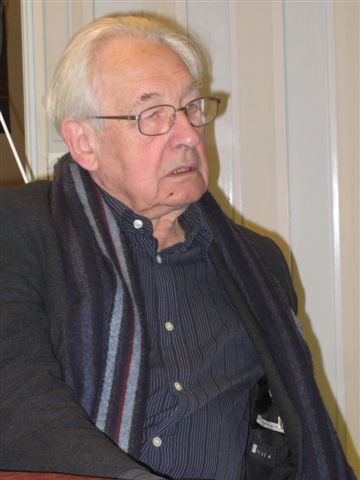
Andrzej Wajda, Leone d’Oro alla carriera 1998

- Кьяра Казелли (presidente, Италия),
- Абель Феррара (США),
- Жорж Бенаюн (Марокко).

## Фильмы в конкурсе
| Название на русском языке | Название на языке оригинала   | Режиссёр            | Производство                    |
| Затмение луны             | L'Albero delle pere           | Франческа Аркибуджи | Италия                          |
| Любовники полярного круга | Los amantes del Círculo Polar | Хулио Медем         | Испания                         |
| Булворт                   | Bulworth                      | Уоррен Битти        | США                             |
| Осенняя сказка            | Conte d'automne               | Эрик Ромер          | Франция                         |
| Сицилийцы                 | Così ridevano                 | Джанни Амелио       | Италия                          |
| Чёрная кошка, белый кот   | Црна мачка бели мачор         | Эмир Кустурица      | Югославия · Франция · Германия  |
| Танцы во время Луназы     | Dancing at Lughnasa           | Пэт О'Коннор        | Ирландия · Великобритания · США |
| Эдемский сад              | I giardini dell'Eden          | Алессандро Д’Алатри | Италия                          |
| Переполох                 | Hurlyburly                    | Энтони Дразан       | США                             |
| Беги, Лола, беги          | Lola rennt                    | Том Тыквер          | Германия                        |
| Отель «Новая роза»        | New Rose Hotel                | Абель Феррара       | США                             |
| Облако                    | La nube                       | Фернандо Соланас    | Аргентина · Франция             |
| Маленькие учителя         | I piccoli maestri             | Даниэле Лукетти     | Италия                          |
| Вандомская площадь        | Place Vendôme                 | Николь Гарсиа       | Франция                         |
| Шулера                    | Rounders                      | Джон Даль           | США                             |
| Молчание                  | سکوت, Sokout                  | Мохсен Махмальбаф   | Иран · Таджикистан · Франция    |
| Конечная остановка — рай  | Terminus Paradis              | Лучиан Пинтилие     | Румыния                         |
| Траффик                   | Tráfico                       | Жуан Бутелью        | Португалия · Дания · Франция    |
| Вор жизни                 | Voleur de vie                 | Ив Анжело           | Франция                         |

## Премии
- Золотой лев: Сицилийцы режиссёр Джанни Амелио
- Особый приз жюри: Конечная остановка — рай — Лучиан Пинтилие
- Серебряный лев: Эмир Кустурица — Чёрная кошка, белый кот
- Кубок Вольпи за лучшую мужскую роль: Шон Пенн  — Переполох
- Кубок Вольпи за лучшую женскую роль: Катрин Денёв — Вандомская площадь
- Приз Марчелло Мастрояни: Никколо Сенни — Затмение луны
- Золотой лев за вклад в мировой кинематограф: Софи Лорен, Уоррен Битти и Анджей Вайда